# گابریل روا
گابریل روا (به فرانسوی: Gabrielle Roy) نویسنده قرن بیستم میلادی اهل کانادا-فرانسه است.